# Paros flygplats
Paros flygplats (IATA: PBH, ICAO: VQPR) är den enda internationella flygplatsen i Bhutan. Flygplatsen är placerad intill Paro-floden, sex kilometer från Paro.
Flygplatsen, som ligger på ca 2245 meters höjd och är omgiven av bergstoppar, anses vara en av världens svåraste att landa på. Det går bara att landa i dagsljus under goda siktförhållanden och endast ett fåtal piloter har tillstånd att landa där.

## Flygbolag och destinationer
| Flygbolag  | Destinationer |
| ---------- | --- |
| Buddha Air | Charter:Kathmandu |
| Druk Air   | Bathpalathang Airport, Trashigang (Inga flygningar för närvarande för båda), Bagdogra, Delhi, Dhaka, Gaya, Guwahati, Kathmandu, Kolkata, Karachi (börjar 22 maj 2015), Mumbai, Singapore |
| Tashi Air  | Bathpalathang Airport, Trashigang (Inga flygningar för närvarande för båda), Bangkok, Delhi (börjar 16 September 2015), Kathmandu, Kolkata                                               |